# Punta Vergia (Val Germanasca)
La Punta Vergia (2.990 m s.l.m.) è una montagna delle Alpi Cozie che si trova in Piemonte tra il comune di Prali e quello di Sauze di Cesana.

## Descrizione
La montagna si trova alla confluenza del Vallone di Rodoretto del solco principale della Val Germanasca e della Valle Argentera.

## Salita alla vetta
Si può salire sulla vetta partendo da Ghigo di Prali. Nel dettaglio si parte dalla frazione Cugno che si trova poco prima di arrivare a Ghigo. Dalla frazione si sale in direzione ovest fino a raggiungere la cresta che separa il vallone di Ghigo dal vallone di Rodoretto. Si sale poi per cresta passando sotto la vetta del Monte Selletta ed arrivando al Colletto della Fontana (2.505 m). Infine si segue abbastanza fedelmente il filo della cresta NE della montagna fino alla vetta.

## Cartografia
- Cartografia ufficiale italiana dell'Istituto Geografico Militare (IGM) in scala 1:25.000 e 1:100.000, consultabile on line
- 5 - Val Germanasca e Val Chisone, scala 1:25.000, ed. Fraternali
- 1 - Valli di Susa, Chisone e Germanasca, scala 1:50.000, ed. IGC - Istituto Geografico Centrale